# Sompiosaari
Sompiosaari är en ö i Finland. Den ligger i vattendraget Kitinen och i kommunen Savukoski i den ekonomiska regionen  Östra Lapplands ekonomiska region  och landskapet Lappland, i den norra delen av landet, 800 km norr om huvudstaden Helsingfors. Öns area är 0,3 hektar och dess största längd är 120 meter i öst-västlig riktning.